# 2015年アジアラグビーチャンピオンシップ・ディビジョン2
2015年アジアラグビーチャンピオンシップ・ディビジョン2（2015ねんアジアラグビーチャンピオンシップ・ディビジョン2、英語: 2015 Asian Rugby Championship Division 2）は、アジアラグビーによるラグビーの国際大会。2015年アジアラグビーチャンピオンシップにおけるディビジョンの一つで、上から3番目のディビジョンである。
前年まで開催されていたアジア5カ国対抗からの改編により発足した大会であり、マレーシアのクアラルンプールにあるプタリン・ジャヤ・スタジアムにおいて、集中開催方式で開催された。大会形式は1回戦総当たりリーグ戦形式であり、2014年アジア5カ国対抗でディビジョン1から降格した下位2カ国と、ディビジョン2に残留した2カ国の、計4カ国により争われた。
このディビジョンの優勝国は2016年のディビジョン1に昇格する。また下位2カ国は2016年のディビジョン3に降格となる。

## 出場国
2015年アジアラグビーチャンピオンシップ・ディビジョン2の出場国は、以下の通り。
- アラブ首長国連邦（2014年ディビジョン1、下位国）
- チャイニーズタイペイ（2014年ディビジョン1、下位国）
- マレーシア（2014年ディビジョン2、1位）
- タイ（2014年ディビジョン2、4位）

## 成績
| 順位 | チーム                   | 勝敗 | 勝敗 | 勝敗 | 勝敗 | 勝敗 | 得失点 | 得失点 | 得失点 | 得失点 | トライ数 | トライ数 | トライ数 | トライ数 | 勝点 | 出場権または降格        |
| 順位 | チーム                   | 試   | 勝   | 分   | 負   | 点   | 得     | 失     | 差     | BP     | 得       | 失       | 差       | BP       | 勝点 | 出場権または降格        |
| ---- | ------------------------ | ---- | ---- | ---- | ---- | ---- | ------ | ------ | ------ | ------ | -------- | -------- | -------- | -------- | ---- | ----------------------- |
| 1    | マレーシア (P)           | 3    | 3    | 0    | 0    | 15   | 119    | 39     | 80     | 0      | 19       | 6        | 13       | 2        | 17   | ディビジョン1に自動昇格 |
| 2    | アラブ首長国連邦         | 3    | 2    | 0    | 1    | 10   | 88     | 54     | 34     | 1      | 13       | 8        | 5        | 1        | 12   |                         |
| 3    | チャイニーズタイペイ (R) | 3    | 1    | 0    | 2    | 5    | 54     | 86     | -32    | 1      | 9        | 12       | -3       | 1        | 7    | ディビジョン3に自動降格 |
| 4    | タイ (R)                 | 3    | 0    | 0    | 3    | 0    | 53     | 135    | -82    | 1      | 6        | 21       | -15      | 0        | 1    | ディビジョン3に自動降格 |